# Beth Sullivan
Beth Sullivan (Burbank, 29 agosto 1949) è una produttrice televisiva statunitense.

## Biografia
È particolarmente nota per aver ideato la fortunatissima serie de La signora del West, che l'ha portata al successo mondiale. Ha ricevuto varie nomination agli Emmy Award e Golden Globe per le sue scritture, e ne ha vinti vari grazie a La signora del West.

## Vita privata
È stata sposata per alcuni anni con Jim Knobeloch, attore statunitense che ha interpretato Jake Slicker in tutte e sei le stagioni de La signora del West, dal quale ha avuto due figli.